# Reichsrevolver M1879
Il Reichsrevolver M1879, conosciuto anche come Reichs-Commissions-Revolver Modell 1879 und 1883 o semplicemente Reichsrevolver fu un revolver d'ordinanza che equipaggiò il Deutsches Heer come arma da fianco dal 1879 al 1908, anno in cui venne sostituito dalla Luger P08. L'arma tuttavia, sebbene rappresentasse un progetto antiquato, era comunque robusta e affidabile tanto che prestò servizio durante la prima guerra mondiale accanto alle più moderne pistole automatiche. L'ultimo utilizzo risale in maniera limitata alla Seconda Guerra Mondiale, in mano a truppe di seconda linea e, sul finire del conflitto, nei ranghi del Volkssturm.